# 福岡北九州高速道路

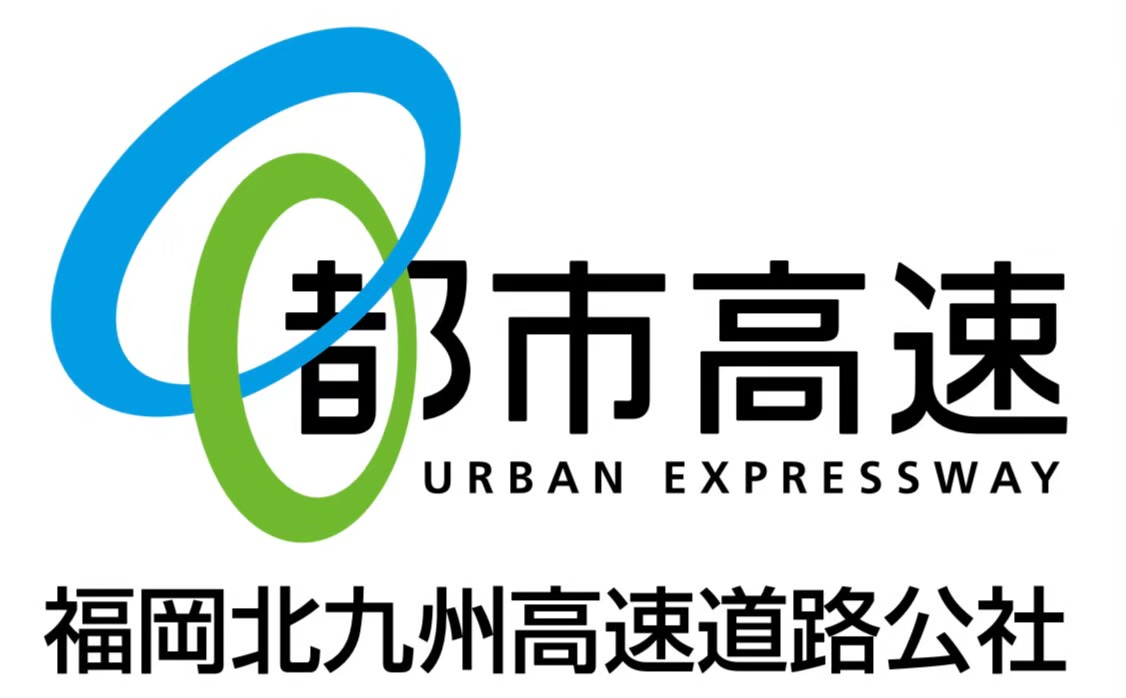
福岡北九州高速道路公社

福岡北九州高速道路（日语：／ Fukuoka Kita-Kyūshū kōsoku dōro */?）是日本福岡縣、福岡市以及北九州市所成立的地方道路公社。作為指定都市高速道路之道路公社，需負責福岡都市高速道路與北九州都市高速道路之整備、管理與營運。1971年（昭和46年）11月1日設立。 在一般狀況下，由同公社管理的道路在地方會被稱為「都市高速」。但是，福岡與北九州的都市高速採用獨立採算制，亦即兩都市高速是分開營運的。因此，福岡市與北九州市的出資與債務保證並不會互相掛勾。

## 管理道路
福岡高速道路
- 福岡高速1號線
- 福岡高速2號線
- 福岡高速3號線
- 福岡高速4號線
- 福岡高速5號線（日语：福岡高速5号線）

北九州高速道路
- 北九州高速1號線
- 北九州高速2號線
- 北九州高速3號線
- 北九州高速4號線
- 北九州高速5號線

## 外部連結
- 福岡北九州高速道路公社 （页面存档备份，存于）